# Linderhütte
Die Linderhütte ist eine Biwakschachtel der Sektion Lienz des Österreichischen Touristenklubs auf 2683 m ü. A. in den Lienzer Dolomiten. Sie befindet sich auf dem Spitzkofelgrat östlich der Spitzkofelsüdwestschulter direkt am Weg zum Spitzkofel 2718 m ü. A.
Sie ist die älteste Hütte in den Lienzer Dolomiten. Die Linderhütte wurde in den Jahren 1883 – 1884 von Ignaz Linder, einem bedeutenden Erschließer der Lienzer Dolomiten, errichtet. Sie zerfiel jedoch später und wurde 1958–59 neu errichtet. In den letzten Jahren wurde sie teilweise erneuert und dient nur mehr als Notunterkunft. Ein Herd (Ofen) ist vorhanden, aber das Holz zum Heizen und das Wasser zum Kochen sollte man selber mitbringen.

## Zustieg
Die Hütte erreicht man über das Kerschbaumeralm Schutzhaus und weiter über das Hallebachtörl auf dem Weg zum Spitzkofel oder über das Hallebachtal auf einem unmarkierten und sehr steilen Aufstieg (nicht empfehlenswert).